# Жуковский, Степан Михайлович
Степа́н Миха́йлович Жуко́вский (1818—1877) — русский государственный деятель. Тайный советник (1861). Статс-секретарь Его Императорского Величества (1863).

## Биография
Родился в семье генерал-интенданта и тайного советника Михаила Степановича Жуковского.
Образование получил в Благородном пансионе при Санкт-Петербургском университете, который окончил в 1834 году. В 1835 году поступил на службу в собственную канцелярию наместника Царства Польского, фельдмаршал князя Паскевича. В 1838 году был переведён в канцелярию Комитета министров.
В 1843 году, вследствие тяжелой болезни, требовавшей хирургической операции, Жуковский вышел в отставку и для излечения отправился за границу. Но через два года он вновь поступил на службу, на этот раз в Государственную канцелярию, где в 1853 году он занял уже должность помощника статс-секретаря, управляя отделением дел Государственного секретаря.
В 1856 году Жуковский, произведённый в действительные статские советники, был назначен исправляющим должность статс-секретаря в департаменте Царства Польского, но недолго оставался на этом месте.
В 1857 году он назначен был в помощь государственному секретарю по производству дел учрежденного при Государственном Совете, под председательством Его Императорского Величества, Комитета для рассмотрения постановлений и представлений о крепостном состоянии, наименованного впоследствии Главным Комитетом по крестьянскому делу. Вслед за тем на Жуковского возложено было также управление делами Комиссии, учрежденной при Главном Комитете, в канцелярии комитета министров и в государственной канцелярии.
В 1858 году С. М. Жуковский управлял делами комиссии, учрежденной при Главном комитете по крестьянскому делу. Князь А. Ф. Орлов, в то время председатель Главного комитета, в рекомендовал императору Жуковский на пост председателя редакционных комиссий; однако председателем был назначен Я. И. Ростовцев, а Жуковский был назначен «непременным членом» редакционных комиссий.
В 1861 году был произведён в тайные советники, и назначен временно управлять делами Кавказского и Сибирского Комитетов, а затем состоял членом Высочайше учрежденной при Министерстве финансов Комиссии для пересмотра системы податей и сборов.
В том же году Жуковскому было поручено управление делами «Главного комитета об устройстве сельского состояния».
В 1862 году он был назначен также членом комиссии для пересмотра системы податей и сборов.
В 1863 году Жуковский стал статс-секретарем и правителем дел Особого комитета для рассмотрения проектов Милютина «об устройстве крестьян в Царстве Польском».
В 1864 году последовало назначение его управляющим делами Комитета по делам Царства Польского, в 1869 году он был членом и управляющим делами комитетов по земельной реформе в Царстве Польском. Во всех учреждениях на Жуковский разрабатывал предложения по реформе соответствующих законов.
В 1877 году ему были Высочайше пожалованные бриллиантовые знаки к имеющимуся ордену Святого Александра Невского.
Находясь в отпуске за границей, в Базеле, 29 сентября (11 октября) 1877 года он скоропостижно скончался «вследствие общего упадка сил и болезни дыхательных органов».

## Награды
- Был награждён всеми наградами Российской империи вплоть до Ордена Святого Александра Невского с бриллиантовыми украшениями.

## Родственные связи
Братья:
- Евгений (1814—1883) — генерал от инфантерии, военный губернатор Забайкальской области и наказной атаман Забайкальского казачьего войска.
- Александр (1813—1856) — генерал-майор состоял в Свите Его Императорского Величества, генерал-квартирмейстер Гвардейского и Гренадерского корпусов